# Течера, Кристиан
Кристиан Рафаэль Течера Крибелли (исп. Cristian Rafael Techera Cribelli; родился 31 мая 1992 года, Пайсанду) — уругвайский футболист, вингер клуба «Аякучо».

## Биография
Течера — воспитанник столичного клуба «Ривер Плейт». 10 апреля 2010 года в матче против «Серро-Ларго» он дебютировал в уругвайской Примере. 2 декабря 2012 года в поединке против столичного «Сентраль Эспаньол» Кристиан забил свой первый гол за «Ривер Плейт».
В начале 2015 года Течера на правах аренды перешёл в канадский «Ванкувер Уайткэпс». 26 апреля в матче против «Ди Си Юнайтед» он дебютировал в MLS, заменив во втором тайме Педро Моралеса. 31 мая в поединке против «Реал Солт-Лейк» Кристиан забил свой первый гол за «Ванкувер Уайткэпс». В том же году он помог клубу выиграть первенство Канады. По окончании аренды «Ванкувер» выкупил права на Течера у «Ривер Плейта».

## Достижения
Клубные
 «Ванкувер Уайткэпс»
- Первенство Канады по футболу — 2015